# Robert Collett
Robert Collett (2. prosince 1842 – 27. ledna 1913) byl norský zoolog, ředitel a kurátor Zoologického muzea při univerzitě v Oslu. Amatérsky se zajímal také o fotografii.

## Život
Robert Collett se narodil v Christianii (nyní Oslo) v Norsku. Byl nejstarším dítětem profesora Petera Jonase Colletta (1813–1851) a spisovatelky Camilly Collettové (1813–95). Mezi jeho strýce matky patří Oscar a Henrik Wergeland a mezi jeho otcovské strýce patřil Peter Severin Steenstrup. Měl tři mladší bratry, včetně spisovatele a historika Alfa Colletta. Nikdy se neoženil.
Navštěvoval latinskou školu v Lillehammeru a absolvoval zoologii na univerzitě v Oslu. Od roku 1864 byl kurátorem zoologického muzea v Oslu. V roce 1882 se stal jejím ředitelem a v roce 1885 byl jmenován profesorem. Pracoval s obratlovci, především s rybami. Popsal mnoho nových druhů ryb, pavouků a dalších organismů.
Populární kniha Norges pattedyr (Norští savci), kterou napsal, byla o savcích žijících v Norsku. Tato kniha prý ovlivnila Charlese Eltona ke studiu periodických výkyvů v populacích zvířat. Eltonův výzkum, zejména arktických hlodavců, zpochybnil myšlenku, že v přírodě existuje rovnováha.
Na jeho počest je připomínán ve vědeckých jménech dvou druhů plazů: Ctenotus colletti a Pseudechis colletti.

## Amatérský fotograf
Na mnoha svých cestách po Norsku pořídil Robert Collett celou řadu fotografií. Ve své knize „Norští ptáci“ je použito několik jeho snímků. Collett se nezajímal jen o fotografování květin a zvířat, přestože byl považován za největšího fotografa ptáků své doby. Zpětně je označován jako první norský ptačí fotograf. Také rád fotografoval lidí. Jeho fotografie ukazují jeho lásku k přírodě a lidem. Často byly obrázky také poznamenány studiem lidí a životním stylem – kulturními studiemi. Svou sbírku fotografií, 755 kopií, odkázal Norské ženské lékařské asociaci Norske Kvinners Sanitetsforening. Existuje také sbírka 550 fotopozitivů, kterou rodina Collettů věnovala Národní knihovně.

## Galerie

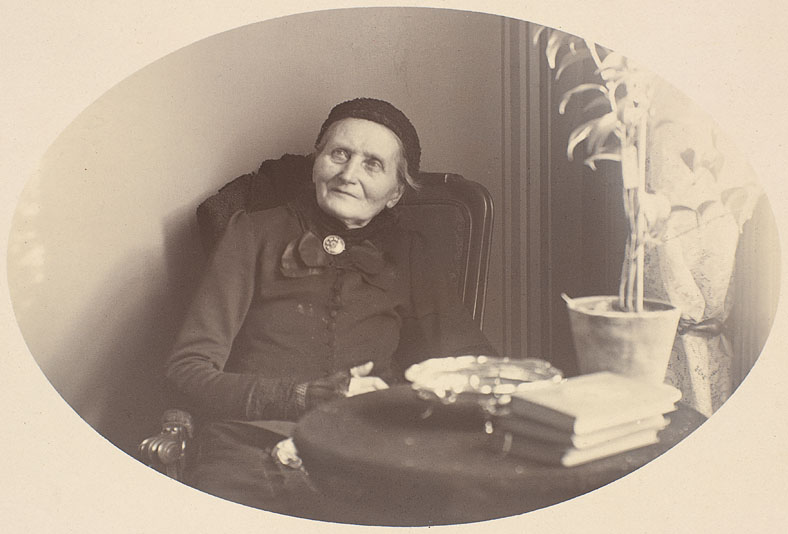
Camilla Collettová, Robertova matka (1893)
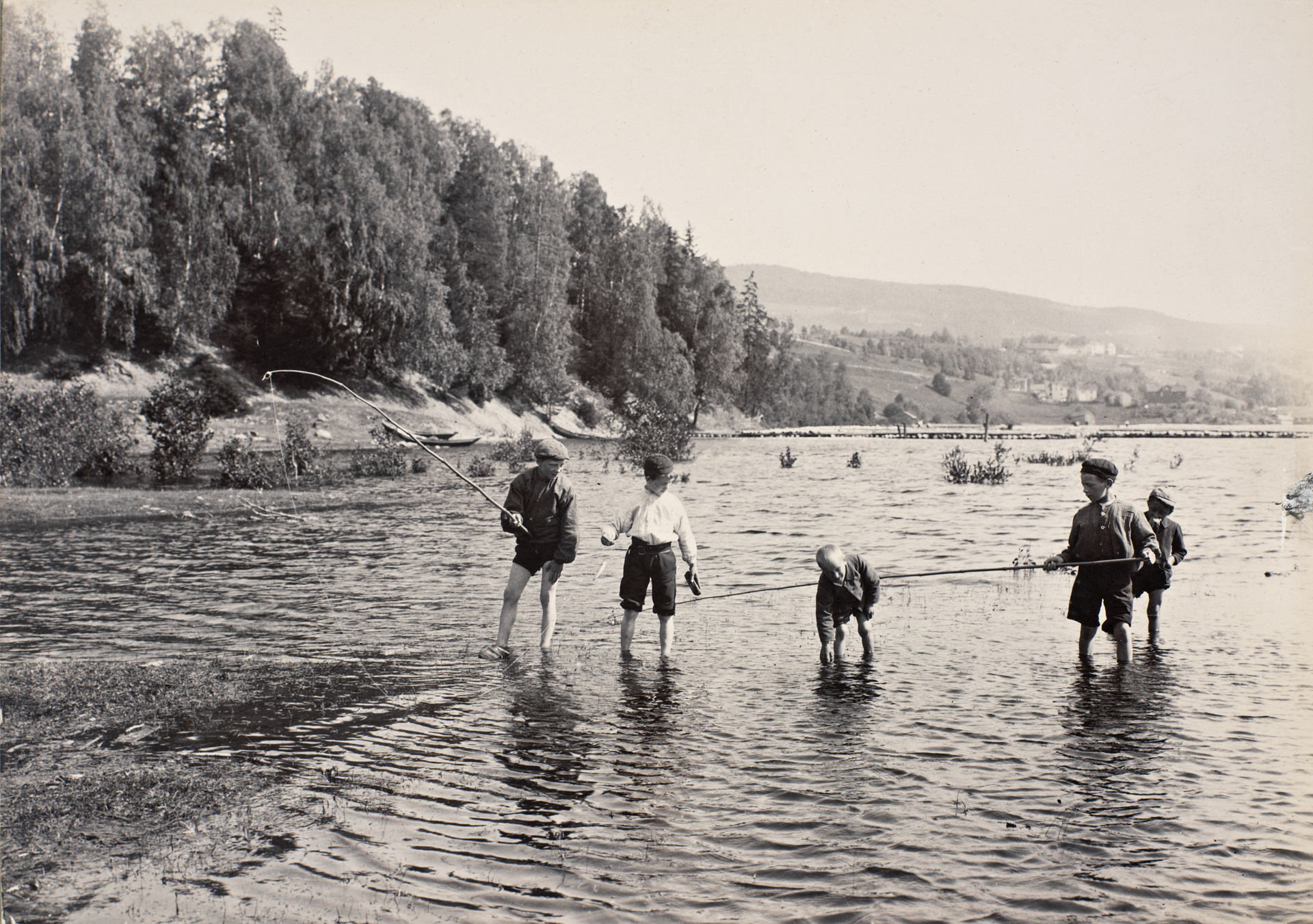
Pět chlapců stojících ve vodě při rybaření, 1880-1903, řeka Mesna, Lillehammer
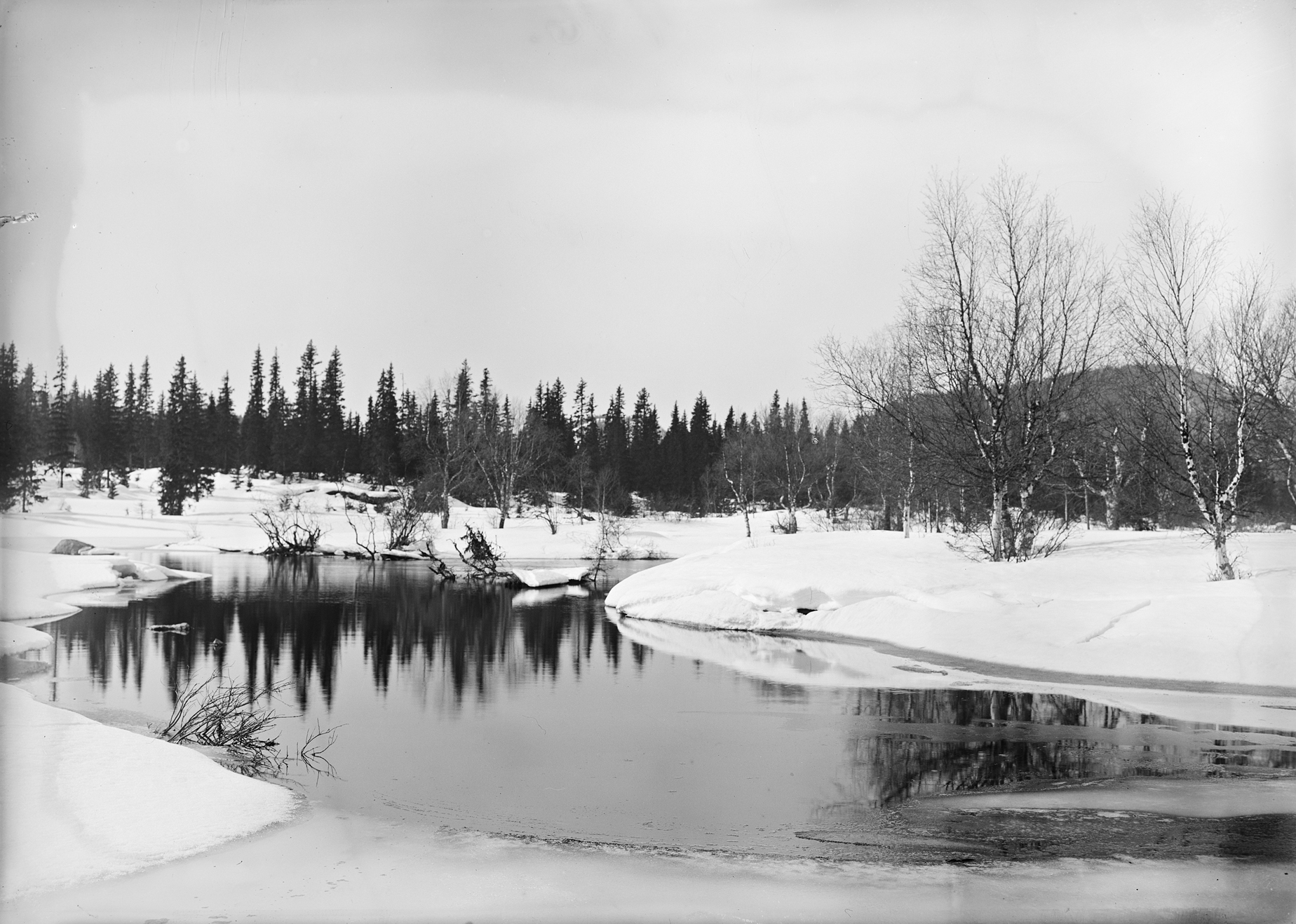
Mesna, Vand
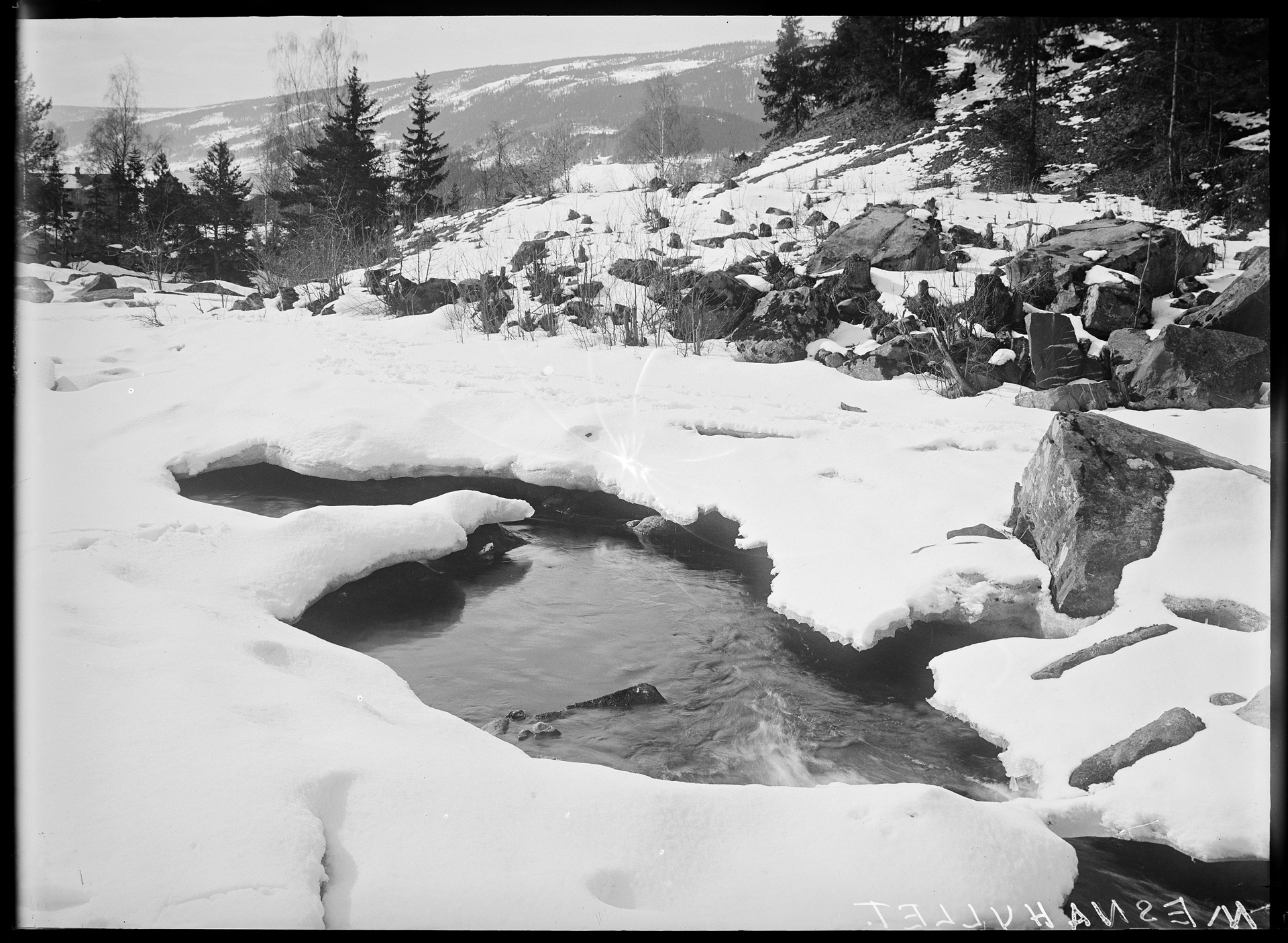
Mesnahullet
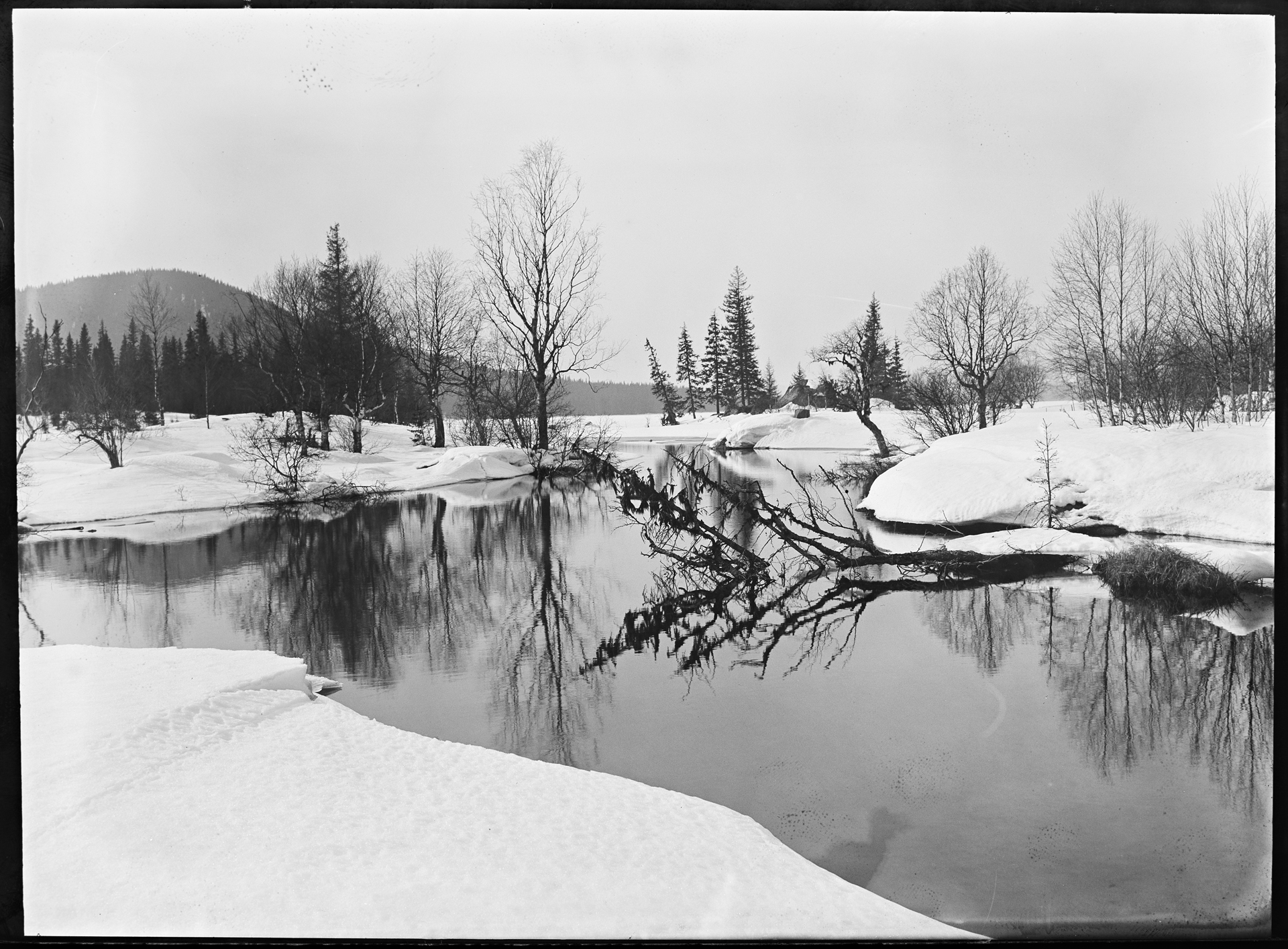
Mesnavand, Tør Granbusk
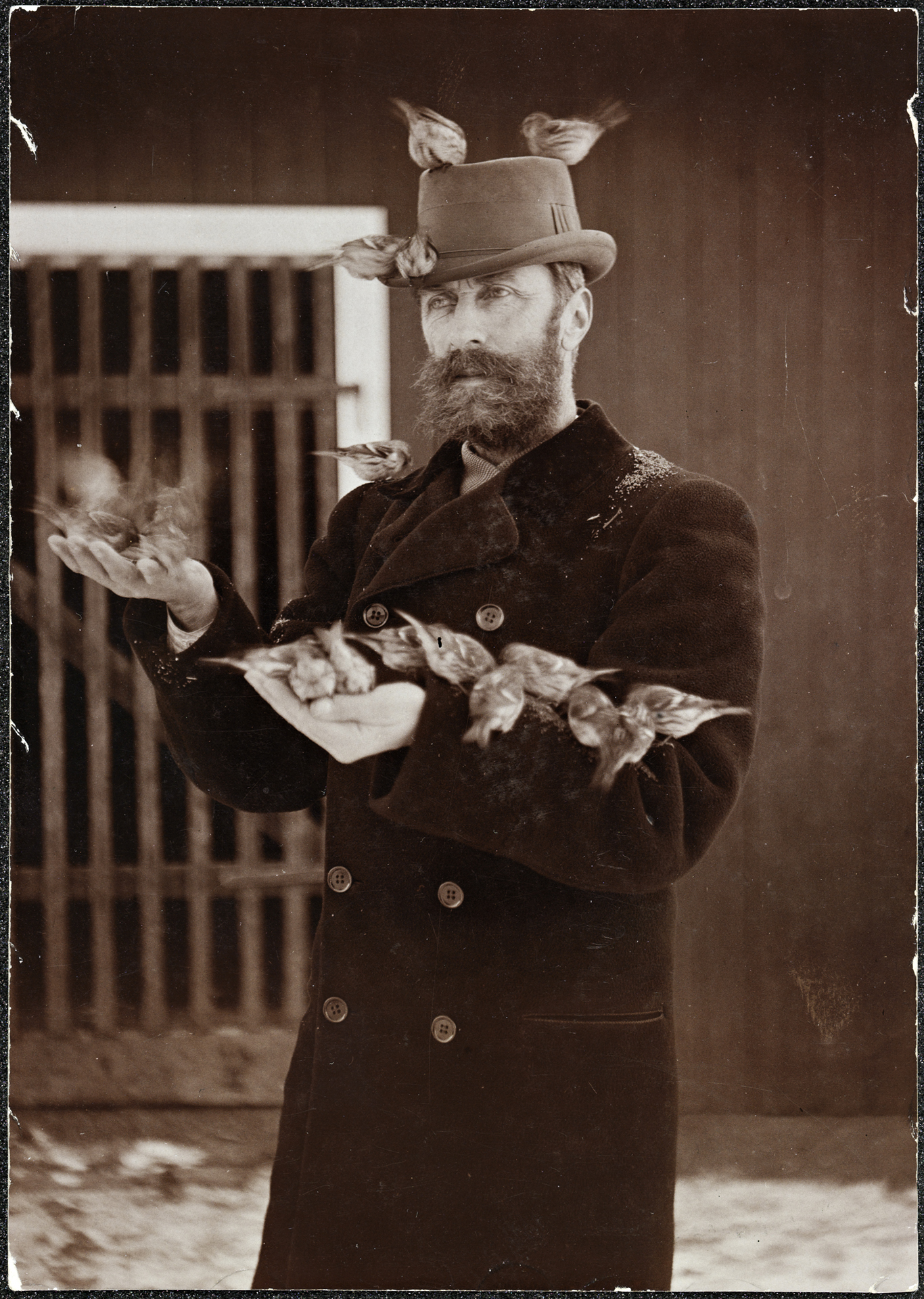
Thomas Jensen (1849–1936)
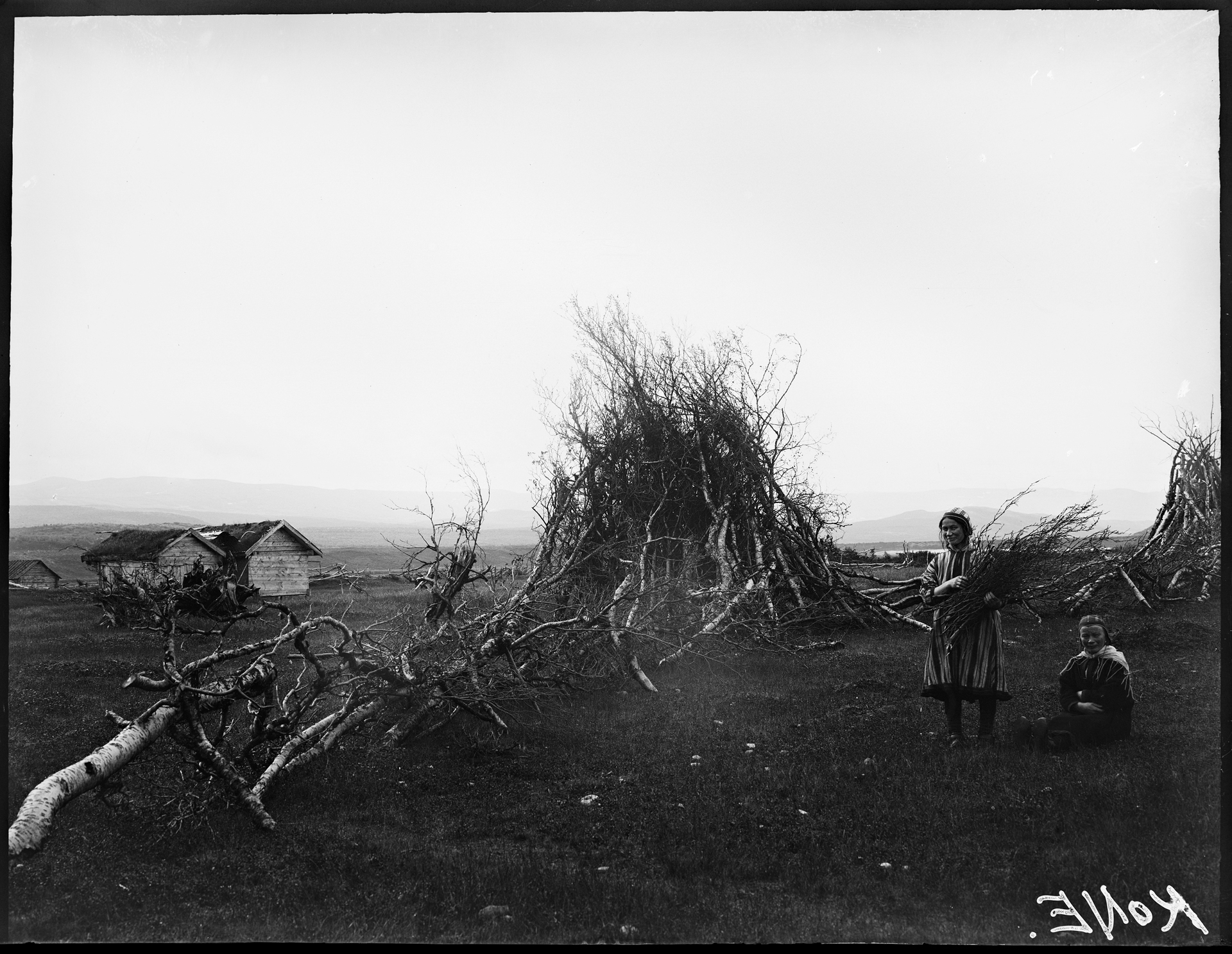
Robert Collett Kone
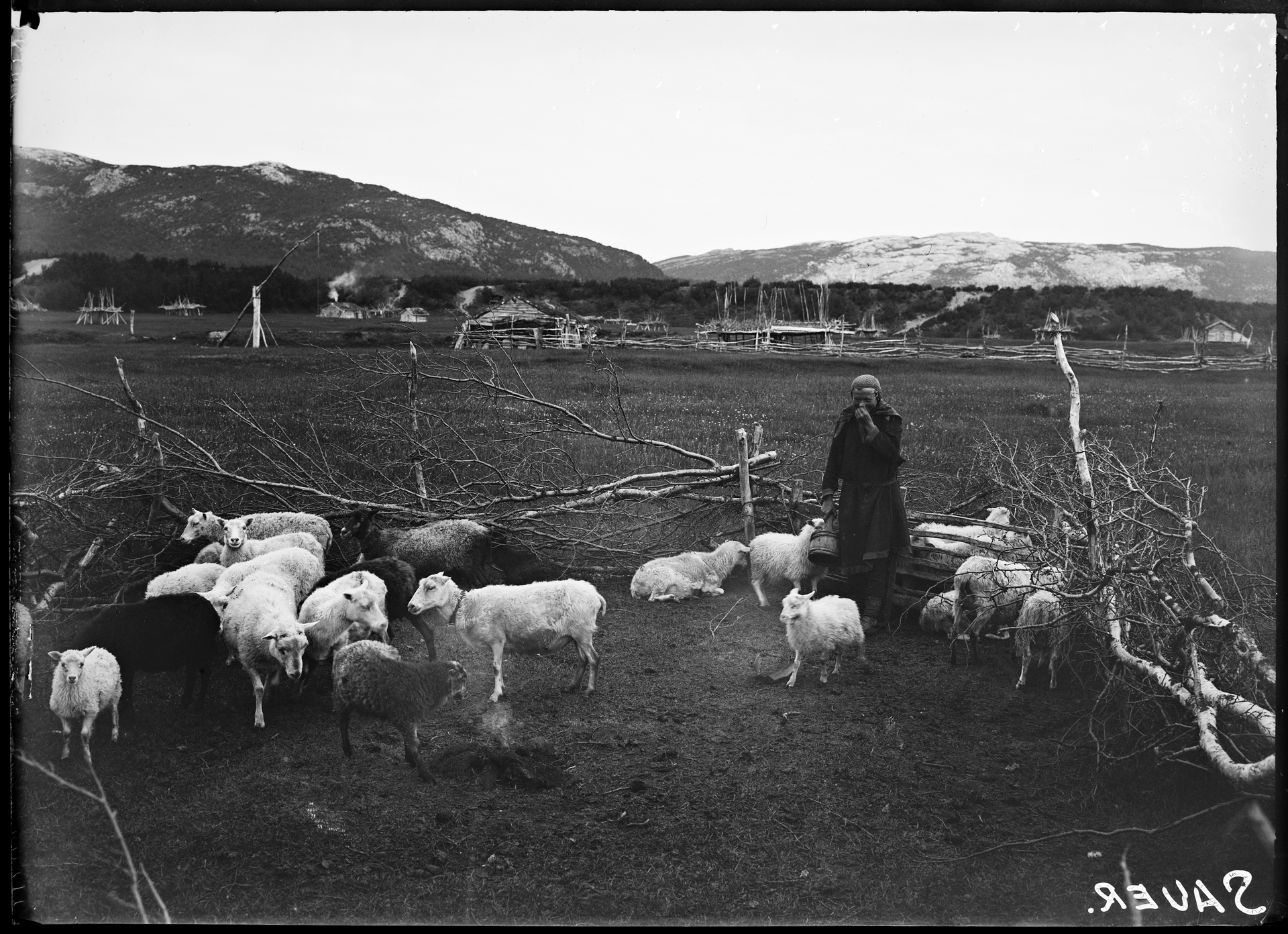
Robert Collett Sauer
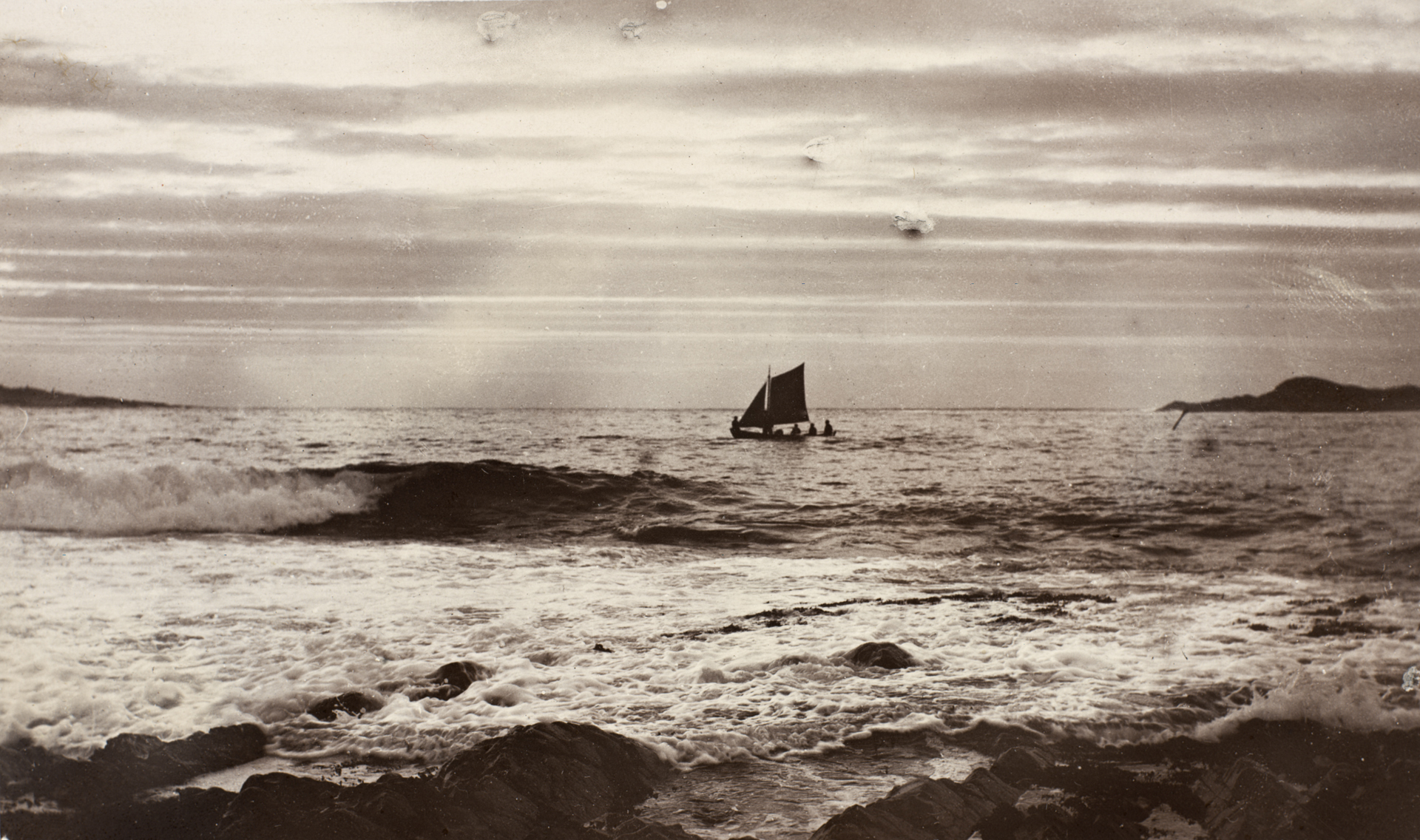
Sommernatt ved Vardø
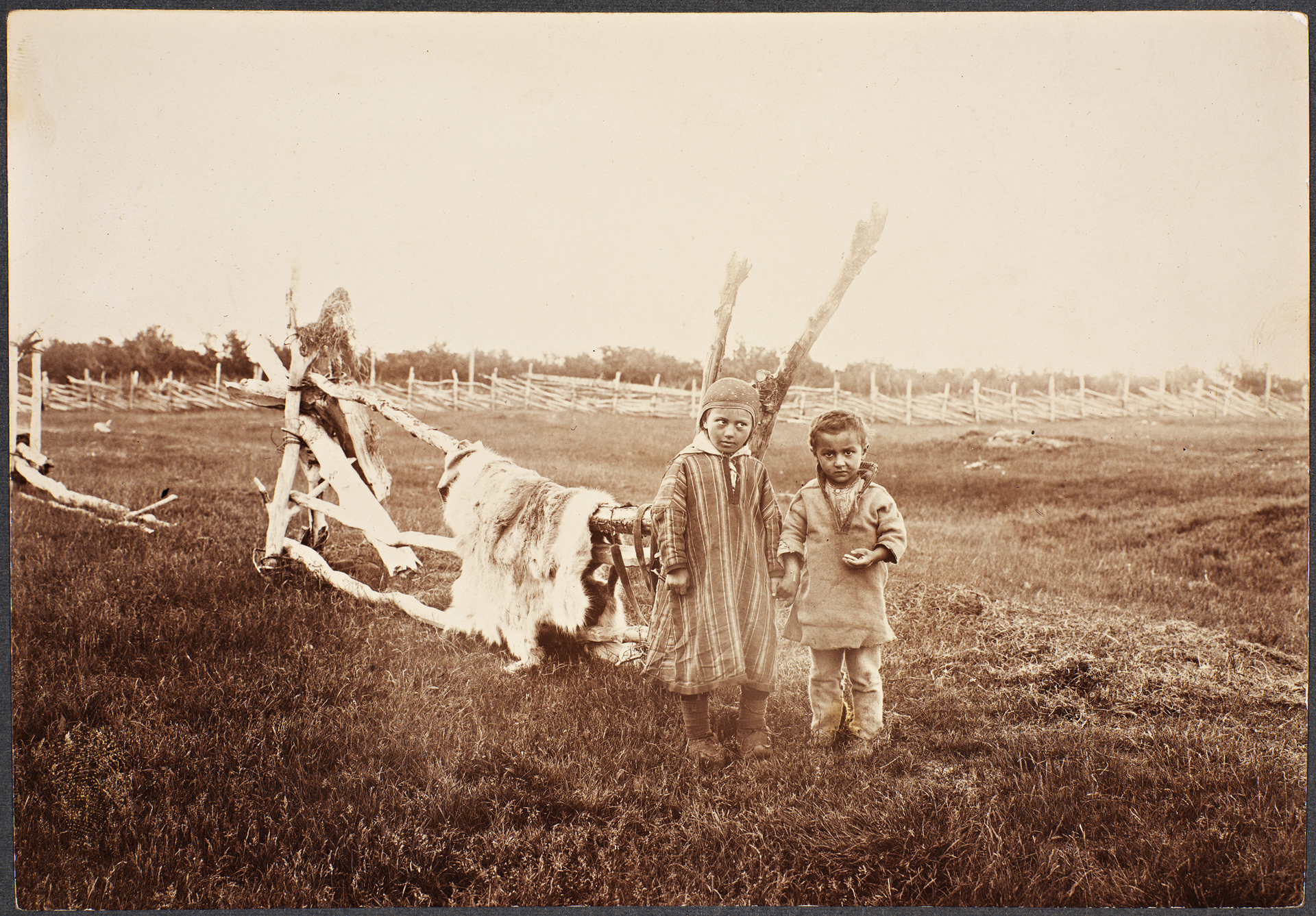
Stabursnæs, Porsangerfjord